# Argyroderma delaetii
Argyroderma delaetii är en isörtsväxtart som beskrevs av Maass. Argyroderma delaetii ingår i släktet Argyroderma och familjen isörtsväxter. Inga underarter finns listade i Catalogue of Life.

## Bildgalleri

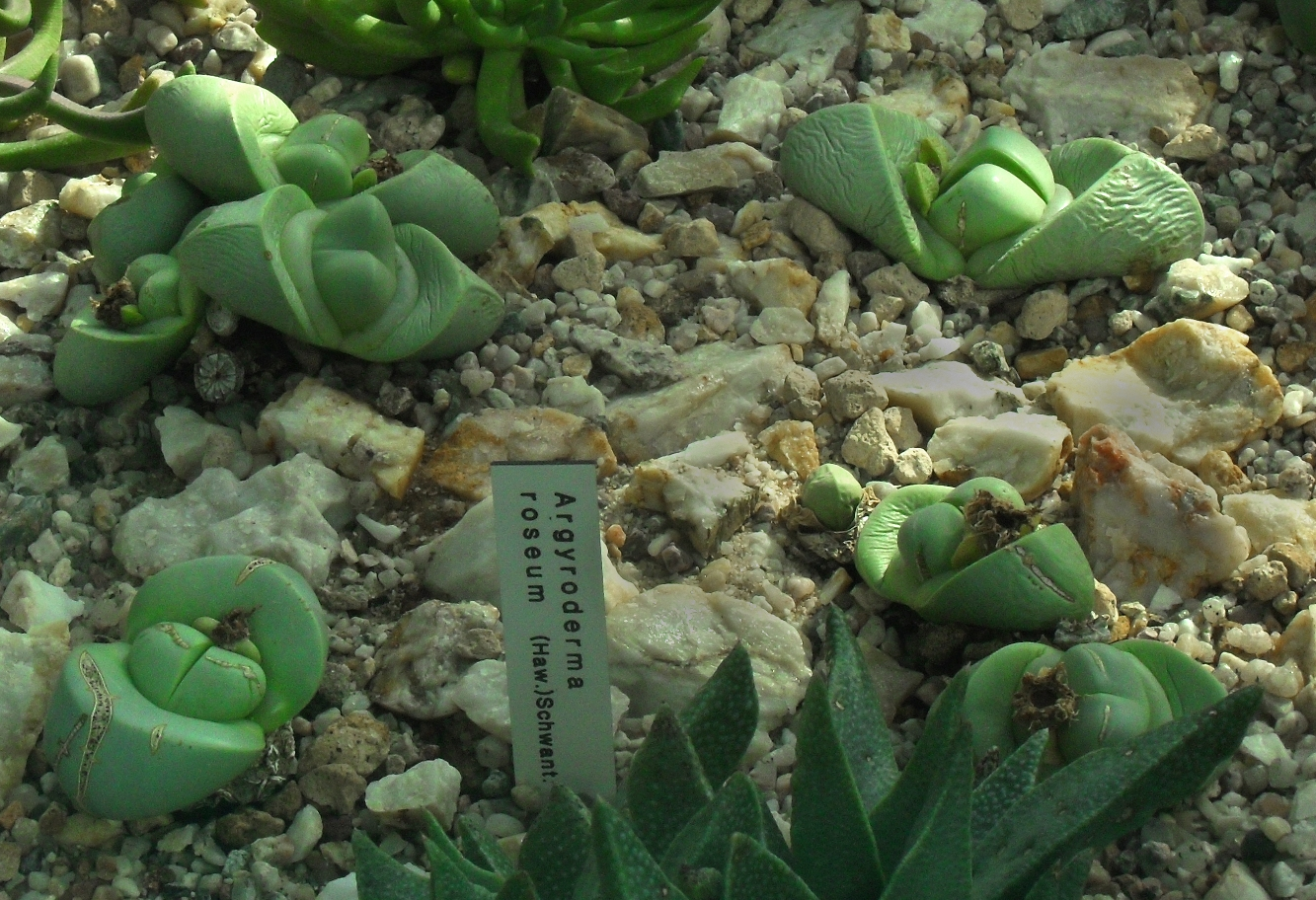